# Anaxilao de Larisa
Anaxilao de Larisa (siglo I a. C.), natural de la ciudad tesalia de Larisa, fue un médico y filósofo neopitagórico. Según Eusebio de Cesarea fue exiliado a Roma en el año 28 a. C. por orden Augusto por practicar la magia. Anaxilao escribió acerca de «las propiedades mágicas de los minerales, hierbas y otras sustancias y drogas». Es citado por Plinio el Viejo en este sentido. Su excepcional conocimiento de las ciencias naturales le permitieron realizar trucos que eran confundidos con la magia. Escribió un manual de tinte cuyas recetas utilizaron los alquimistas  (Papiros de Leyde y de Estocolmo, c. año 300).